# چارسده
چارسده (به انگلیسی: Charsadda) یک منطقهٔ مسکونی در پاکستان است که در خیبر پختونخوا واقع شده‌است.